# Rambagh Palace
Le Rambagh Palace est un hôtel de luxe situé à Jaipur en Inde.
C'est l'ancienne résidence des Maharaja de Jaipur. Il est bâti à 5 km en dehors des murs de la ville, sur la Bhawani Singh Road.

## Histoire
Le premier bâtiment a été construit en 1835 pour Kesar Badaran, la servante préférée de la reine et nourrice du prince Sawai Ram Singh II ,. C'était aussi le moyen de soustraire le jeune prince à l'influence du Zenana . En 1887, durant le règne du Maharaja Sawai Madho Singh, il a été converti en un modeste pavillon de chasse, car à l'époque il se situait dans une épaisse forêt . Au début du XXe siècle, il a été agrandi pour constituer un véritable palais sous la direction de l'architecte Sir Samuel Swinton Jacob (en). Le Maharajah Sawai Man Singh II (en) en fit sa résidence principale et ajouta plusieurs suites royales en 1931.
Après l'indépendance de l'Inde et l'unification des principautés et royaumes, le palais devint celui du gouvernement de l'état. Dans les années 1950, la famille royale se rendit compte que l'entretien du palais serait couteux et le transforma en hôtel de luxe en 1957.
Depuis 1972, il fait partie du groupe Taj Hotels Resorts and Palaces .